# Бас-Тер (остров)
Бас-Те́р (фр. Basse-Terre) — остров в Карибском море, Атлантического океана, в центральной части архипелага Малые Антильские острова. Вместе с островом Гранд-Тер известен как Гваделупа.

## География
Гваделупа состоит из двух примерно равных по площади частей, разделённых узким проливом. Западная часть — Бас-Тер — в переводе с французского означает «низкая земля». Однако вопреки этому названию Бас-Тер горист, сложен вулканическими породами; на нём расположен действующий вулкан Суфриер (1467 м) — самая высокая точка Малых Антильских островов. Гранд-Тер представляет собой, наоборот, плато высотой лишь до 130 м, сложенное известняками и вулканическими туфами. Данное плато образовалось в эпоху плейстоцена и покрыто фреатомагматическими кратерами и маарами. К западу от острова активны подводные вулканы. Пик их активности приходился между 800 000—250 000 лет тому назад. На западе острова активна геотермальная активность, а в его подводной части активны горячие источники, что свидетельствует о возможной вулканической активности.
Бас-Тер имеет площадь 847,82 км². Гранд-Тер отделён узким проливом Ривьер-Сале от острова Бас-Тер, через пролив перекинуто несколько мостов.

## Население
По переписи 2006 года население острова составляло 186 661 житель, проживающих в 16 коммунах (муниципалитеты).
Плотность населения составляет 220 чел./км².
Крупнейшим городом острова является город Бас-Тер.